# Las Herencias
Las Herencias ist ein Ort und eine zentralspanische Gemeinde (municipio) mit 792 Einwohnern (Stand: 2024) in der Provinz Toledo in der Autonomen Gemeinschaft Kastilien-La Mancha. Zur Gemeinde gehört neben dem Hauptort Las Herencias die Ortschaft El Membrillo.

## Lage und Klima
Las Herencias liegt am Nordrand der Montes de Toledo gut 90 km (Fahrtstrecke) westlich von Toledo in einer Höhe von ca. 365 m. Der Fluss Tajo begrenzt die Gemeinde im Westen und Nordwesten. Das Klima im Winter ist rau, im Sommer dagegen trocken und warm; der eher Regen (ca. 686 mm/Jahr) fällt – mit Ausnahme der trockenen Sommermonate – übers Jahr verteilt.

## Bevölkerungsentwicklung
| Jahr      | 1970 | 1981 | 1991 | 2001 | 2011 | 2021 |
| Einwohner | 1360 | 967  | 731  | 755  | 816  | 742  |

Aufgrund der Mechanisierung der Landwirtschaft und der Aufgabe von bäuerlichen Kleinbetrieben ist die Einwohnerzahl der Gemeinde seit der Mitte des 20. Jahrhunderts zurückgegangen.

## Sehenswürdigkeiten
- Kirche der Unbefleckten Empfängnis (Iglesia de Inmaculada Concepción)
- Marienkapelle
- Rathaus

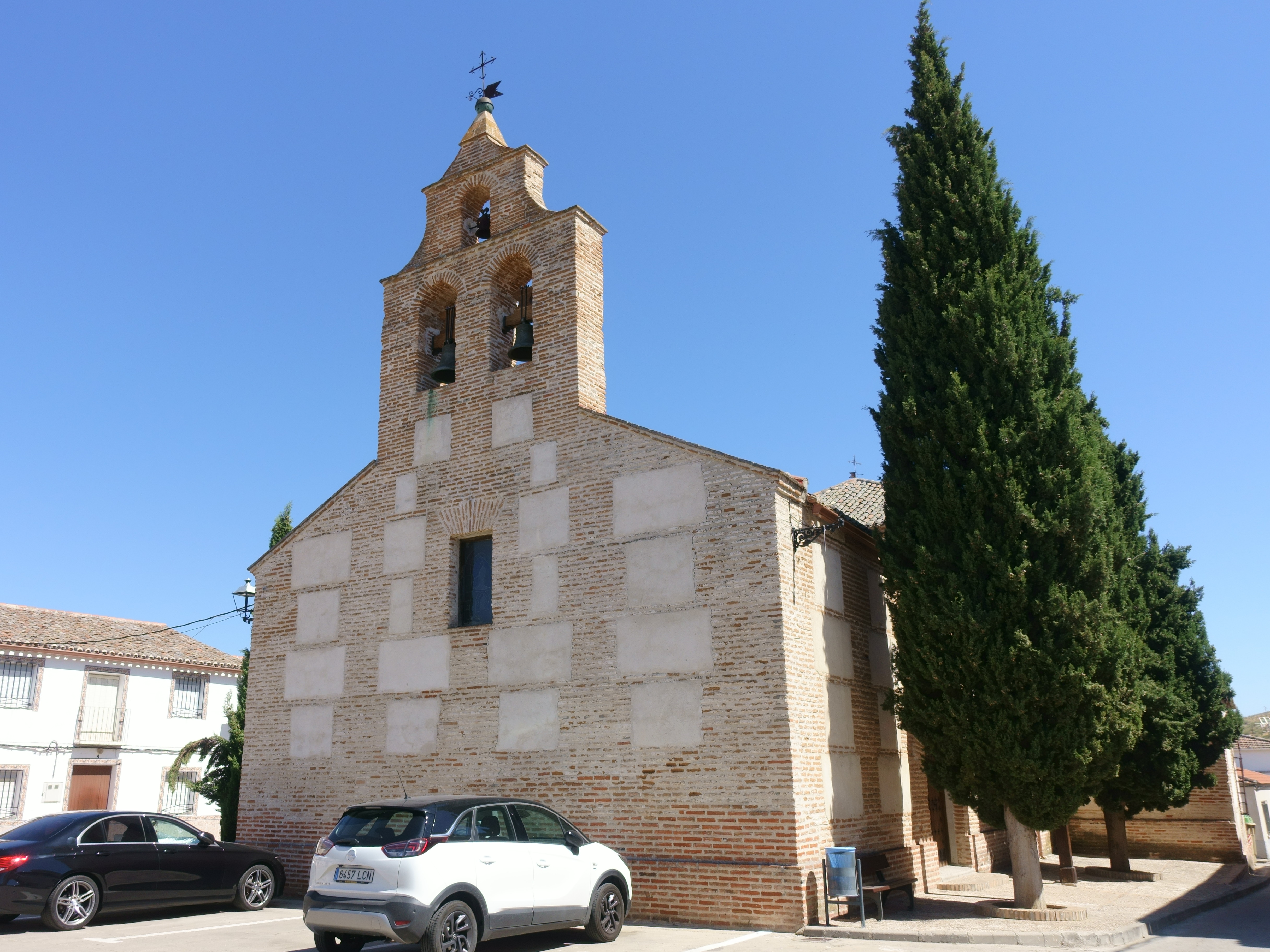
Kirche der Unbefleckten Empfängnis
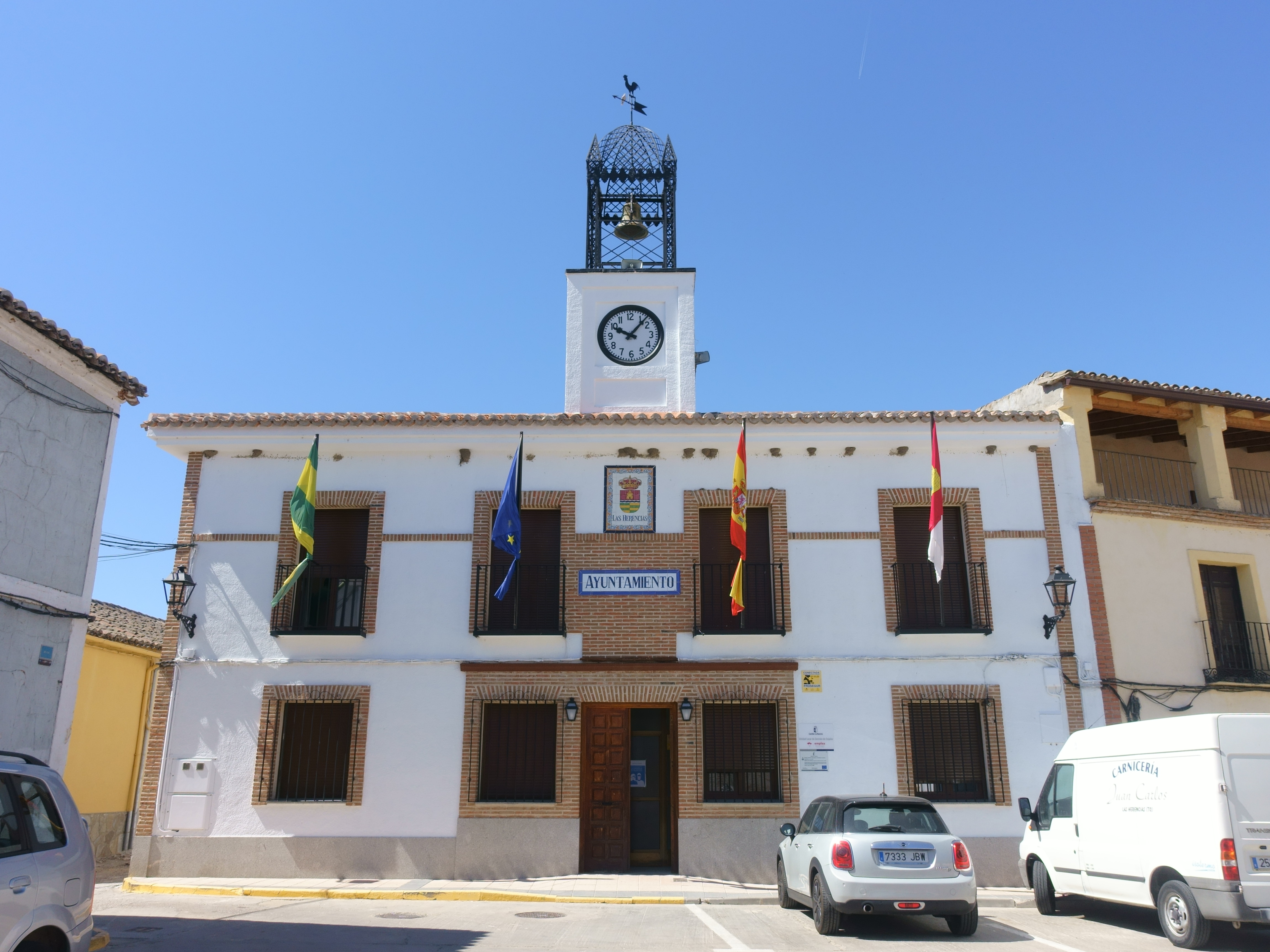
Rathaus